# Borias
Borias es un personaje ficticio de la serie de televisión Xena: la princesa guerrera. Es interpretado por el actor Marton Csokas.
El señor de la guerra Borias, probablemente descendiente de los hunos, saqueó numerosas ciudades y pueblos en la Antigua Grecia junto a Xena. Ambos tuvieron un apasionado romance que dio lugar al embarazo de Xena. Xena cortó sus lazos con Borias después de que él la traicionara al defender a los centauros de su crueldad temeraria. Más tarde, Borias volvió con Xena cuando ella iba a dar a luz. Planeó llevarla a ella y al niño lejos, pero le mataron antes de que pudiera llevar a cabo su plan.